# Maison de la culture de Rosemont–La Petite-Patrie

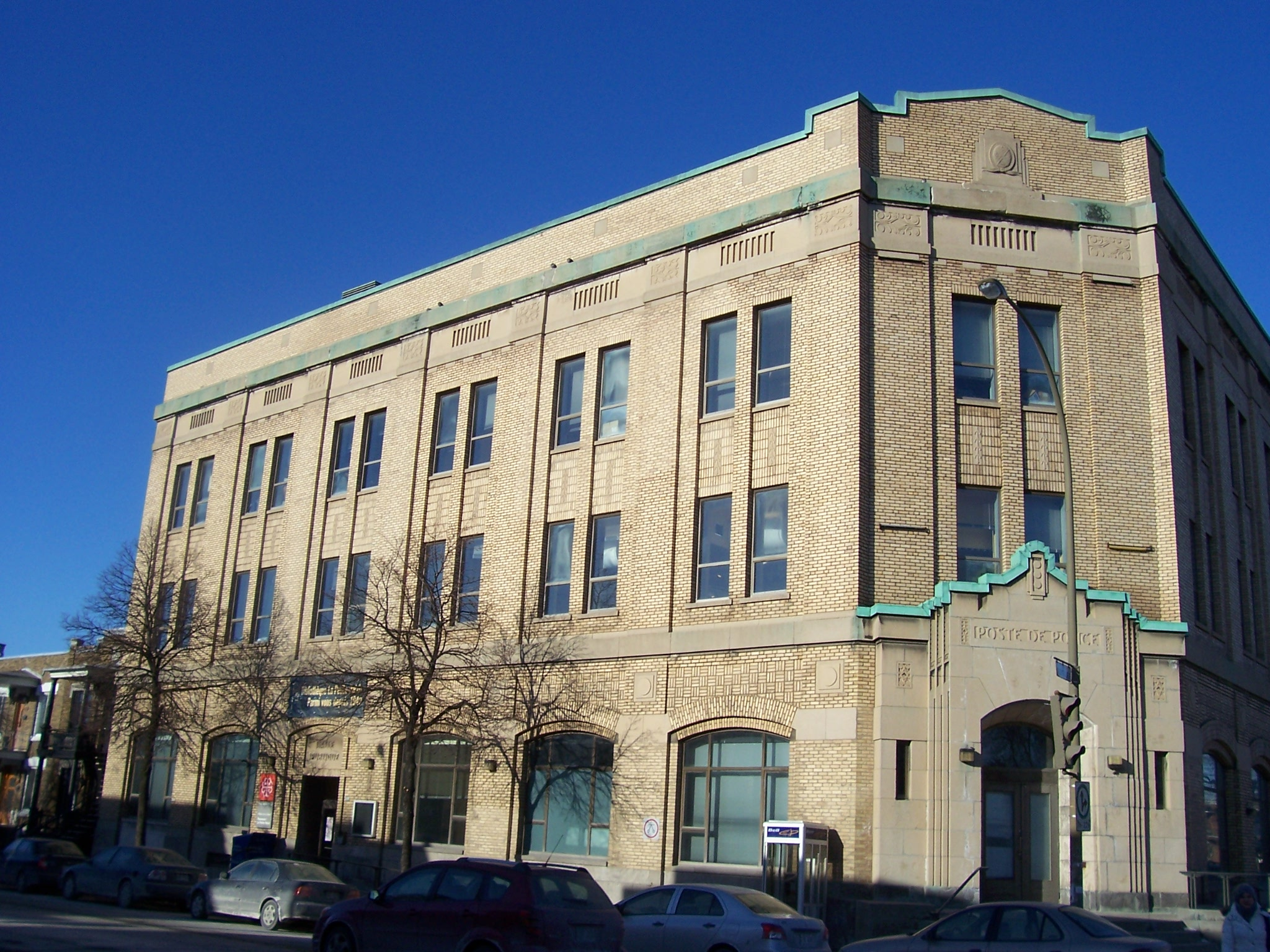
La Maison de la culture de Rosemont–La Petite-Patrie.

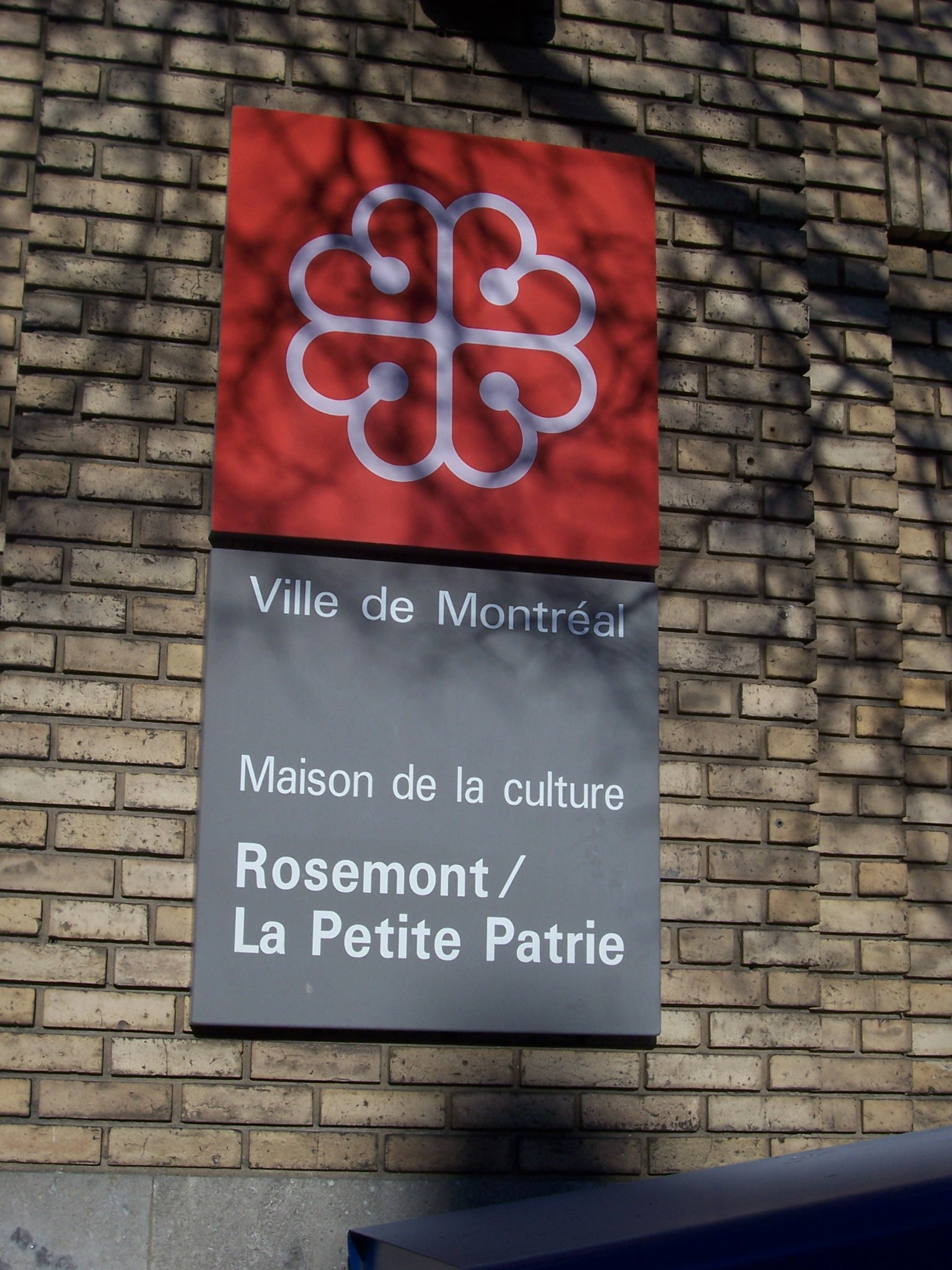
Panneau indiquant la Maison de la culture de Rosemont–La Petite-Patrie.

La Maison de la culture de Rosemont–La Petite-Patrie est l'une des maisons de la culture de Montréal. Elle est un service géré par la Ville de Montréal dont la principale mission est d’assurer la diffusion d’événements culturels gratuitement, ou moyennant des coûts minimes, à la population.
Ouverte en 1986, elle est située au 6707, avenue De Lorimier au coin de la rue Saint-Zotique dans l'arrondissement Rosemont–La Petite-Patrie. On retrouve dans le même immeuble la bibliothèque La Petite-Patrie (située dans ce lieu depuis 1949).

## Installations et événements
L'édifice est construit vers 1931 comme caserne de pompiers no. 47, conçu par les architectes Donat Arthur Gascon et Louis Parant.
On y trouve un auditorium de 100 places, une salle d'exposition et, à l'étage, la bibliothèque La Petite-Patrie.

## Sources
- accesculture.com
- Maison de la Culture Rosemont-Petite-Patrie